# Heptalogie
Heptalogie je umělecké dílo, nejčastěji literární, o sedmi relativně samostatných částech, které spolu souvisejí motivicky, látkově nebo problémově.

### Literatura

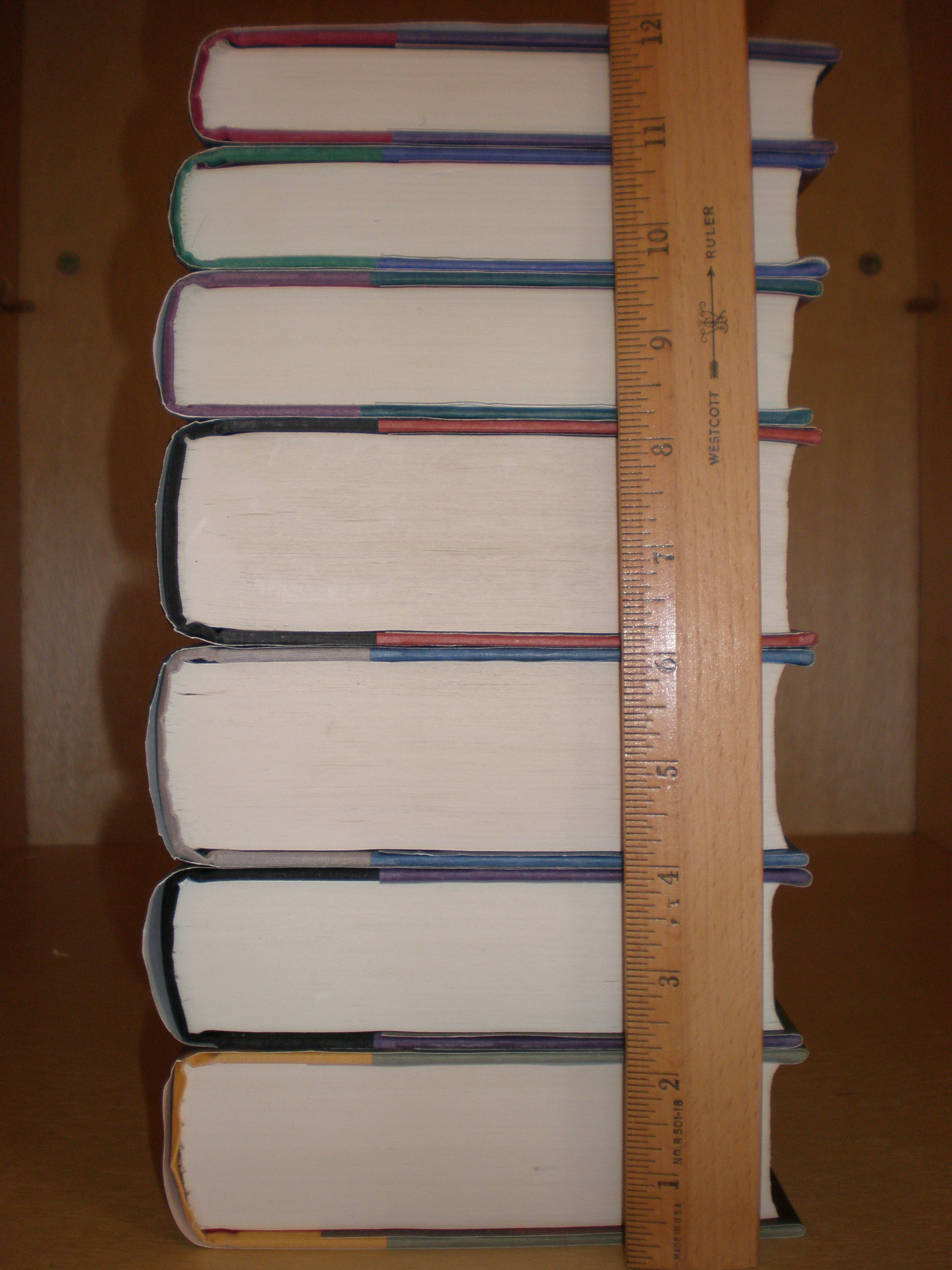
Sedm dílů knih o Harrym Potterovi (1. vyd. v USA)

## Příklady heptalogií

### Film
Označení filmová heptalogie je pojem zavádějící resp. nemusí být stálý, neboť u komerčně úspěšných filmů mohou být dotáčena jejich další pokračování. Nikdo proto nemůže říci, zdali to, co je dnes charakterizováno jako heptalogie, nebude zítra např. oktalogií nebo mnohodílnou filmovou sérií. V kinematografii má proto tento pojem smysl pouze u výrazně časově ohraničených nebo již definitivně uzavřených děl. Jako příklad filmové heptalogie je možno uvést filmovou sérii Saw (Saw: Hra o přežití, Saw 2,  Saw 3, Saw 4, Saw 5,  Saw 6 a  Saw 7).